# 黑鰭奈氏鱈
黑鰭奈氏鱈，為輻鰭魚綱鱈形目鼠尾鱈科的其中一種。分布於東南太平洋區的加拉巴哥群島海域，屬深海底棲性魚類，棲息深度在515至878公尺，體長可達32.8公分，生活習性不明。